# Бабаханов, Абдулла Бабаханович
Абдулла́ Бабаха́нович Бабаха́нов (1910, Токмак — 1992, Московская область) — узбекский, советский архитектор, педагог. Народный архитектор СССР (1970).
Первый советский архитектор-узбек, один из организаторов архитектурно-строительного дела в Узбекистане общественных зданий в городах и селах Средней Азии.

## Биография
Абдулла Бабаханов родился 8 февраля 1910 года в Токмаке (ныне в Кыргызстане).
С 1920 года воспитывался в школе-интернате «Намуна» («Образец») в Ташкенте.
В 1924 году поступил в Узбекский институт просвещения (Узинпрос), где учился на педагога. После окончания института преподавал физику и математику в школах Самарканда, Карши, Шахрисабза, Коканда. В 1929 году на базе факультета инженерной мелиорации Среднеазиатского государственного университета (ныне Национальный университет Узбекистана) открылось отделение архитектуры и строительства зданий, где и продолжил учёбу Абдулла. Окончил отделение в 1933 году. С 1934 по 1938 год учился в аспирантуре Московского архитектурного института.
В 1938 году вернулся в Ташкент, став главным архитектором Ташкентского проектного института.
Участник войны. Воевал в составе 191-го саперного полка. Строили военные мосты, командные пункты, блиндажи, плоты и траншеи. Участвовал в сражениях на Курской дуге, Белорусском и Украинском фронтах.
С 1946 по 1956 год — директор Государственного проектного института Узбекистана.
С 1963 года заведовал кафедрой архитектуры в Ташкентском политехническом институте. Профессор.
Автор ряда монографий, книг, научных статей и докладов.
Председатель правления Союза архитекторов Узбекской ССР (1944—1946, 1964—1968).
В 1989 году Бабахановы переехали в Подмосковье и поселились рядом с сыном.
Скончался 18 июня 1992 года в Подмосковье.

### Семья
- Жена (с 1938) — Надежда Васильевна Бабаханова (1917, Кинешма—?), художник театрального костюма[2].
- Сын — Леонард Абдуллаевич Бабаханов (1938—2010), узбекский, советский режиссёр, актёр и сценарист.

## Работы
- Друхэтажное здание колхозного клуба на 300 мест в Ташкенте (1930-е)
- Архитектурные части комплексов Каттакурганского (1940—1941) и Южно-Сурхандарьинского (проект 1964—1967) водохранилищ, Большого Ферганского канала
- Мавзолей Хамзы Ниязи в Шахимардане
- Музей Улугбека в Самарканде
- Драматический театр имени А. Лахути в Душанбе (1953)
- Кинотеатр имени С. Рахимова в старом Ташкенте
- Общественные здания в Ташкенте, Душанбе и других городах Средней Азии

## Награды и звания
- Заслуженный строитель Узбекской ССР
- Народный архитектор СССР (1970)
- Орден Красной Звезды
- Орден Отечественной войны II степени
- медали